# Pompey (Nueva York)
Pompey es un pueblo ubicado en el condado de Onondaga en el estado estadounidense de Nueva York. En el año 2000 tenía una población de 6,159 habitantes y una densidad poblacional de 36 personas por km².

## Geografía
Pompey se encuentra ubicado en las coordenadas 42°53′56″N 76°00′57″O / 42.89889, -76.01583.

## Demografía
Según la Oficina del Censo en 2000 los ingresos medios por hogar en la localidad eran de $59,190 y los ingresos medios por familia eran $64,442. Los hombres tenían unos ingresos medios de $42,212 frente a los $32,357 para las mujeres. La renta per cápita para la localidad era de $27,970. Alrededor del 3.9% de la población estaban por debajo del umbral de pobreza.